# Gent-Wevelgem 2025
De Belgische wielerwedstrijd Gent-Wevelgem vond plaats op 30 maart 2025. Er vond zowel een vrouwen- als een manneneditie plaats.

## Mannen
De mannen reden de 87e editie van deze Belgische klassieker. In 2024 won de Deen Mads Pedersen, toen hij Mathieu van der Poel aftroefde in een sprint-a-deux. Ditmaal was de Deen favoriet en won hij eveneens, waardoor hij deze wedstrijd voor de derde maal op zijn naam schreef, in 2020 won Pedersen ook al. 56 kilometer voor de eindstreep ging hij in de aanval, hij wist de rest van peloton achter zich te houden en was zodoende de eerste renner in finishplaats Wevelgem. In de sprint om de podiumplaatsen trokken Tim Merlier en Jonathan Milan, respectievelijk, aan het langste eind. Mike Teunissen kwam als zestiende over de eindstreep en was hiermee de beste Nederlander. De wedstrijd was onderdeel van de UCI World Tour.

### Uitslag
| Plaats  | Naam               | Ploeg                   | tijd     |
| ------- | ------------------ | ----------------------- | -------- |
| Winnaar | Mads Pedersen      | Lidl-Trek               | 5u30'21" |
| 2       | Tim Merlier        | Soudal Quick-Step       | + 49"    |
| 3       | Jonathan Milan     | Lidl-Trek               | z.t.     |
| 4       | Alexander Kristoff | Uno-X Mobility          | z.t.     |
| 5       | Hugo Hofstetter    | Israel-Premier Tech     | z.t.     |
| 6       | Davide Ballerini   | XDS Astana Team         | z.t.     |
| 7       | Biniam Girmay      | Intermarché-Wanty       | z.t.     |
| 8       | Jenno Berckmoes    | Lotto                   | z.t.     |
| 9       | Jordi Meeus        | Red Bull-BORA-hansgrohe | z.t.     |
| 10      | Laurenz Rex        | Intermarché-Wanty       | z.t.     |
|         |                    |                         |          |
| 16      | Mike Teunissen     | XDS Astana Team         | z.t.     |

## Vrouwen
De deelnemende vrouwen reden de twaalfde editie van deze wielerwedstrijd die deel uitmaakte van de UCI Women's World Tour 2025. Titelverdedigster was de Nederlandse Lorena Wiebes, ook in deze editie in 2025 wist ze de sprint naar haar hand te zetten. Ze deed dit door een lead-out van ploeggenote Lotte Kopecky. Deze zege was de honderdste professionele zege van de Nederlandse renster die rijdt bij Team SD Worx-Protime. Net als in 2024 kwam de Italiaanse Elisa Balsamo achter Wiebes als tweede over de eindstreep. De beste Belgische renster was, net als in 2024, Margot Vanpachtenbeke die als 24e finishte.

### Uitslag
| Plaats  | Naam                    | Ploeg                    | tijd     |
| ------- | ----------------------- | ------------------------ | -------- |
| Winnaar | Lorena Wiebes           | Team SD Worx-Protime     | 4u11'19" |
| 2       | Elisa Balsamo           | Lidl-Trek                | z.t.     |
| 3       | Charlotte Kool          | Team Picnic PostNL       | z.t.     |
| 4       | Marjolein van 't Geloof | Arkéa-B&B Hotels         | z.t.     |
| 5       | Chiara Consonni         | CANYON//SRAM zondacrypto | z.t.     |
| 6       | Lara Gillespie          | UAE Team ADQ             | z.t.     |
| 7       | Lily Williams           | Human Powered Health     | z.t.     |
| 8       | Ally Wollaston          | FDJ-Suez                 | z.t.     |
| 9       | Gladys Verhulst-Wild    | AG Insurance-Soudal Team | z.t.     |
| 10      | Kaja Rysz               | Roland                   | z.t.     |
|         |                         |                          |          |
| 24      | Margot Vanpachtenbeke   | VolkerWessels            | z.t.     |

1934 · 1935 · 1936 · 1937 · 1938 · 1939 · 1940 · 1941 · 1942 · 1943 · 1944 · 1945 · 1946 · 1947 · 1948 · 1949 · 1950 · 1951 · 1952 · 1953 · 1954 · 1955 · 1956 · 1957 · 1958 · 1959 · 1960 · 1961 · 1962 · 1963 · 1964 · 1965 · 1966 · 1967 · 1968 · 1969 · 1970 · 1971 · 1972 · 1973 · 1974 · 1975 · 1976 · 1977 · 1978 · 1979 · 1980 · 1981 · 1982 · 1983 · 1984 · 1985 · 1986 · 1987 · 1988 · 1989 · 1990 · 1991 · 1992 · 1993 · 1994 · 1995 · 1996 · 1997 · 1998 · 1999 · 2000 · 2001 · 2002 · 2003 · 2004 · 2005 · 2006 · 2007 · 2008 · 2009 · 2010 · 2011 · 2012 · 2013 · 2014 · 2015 · 2016 · 2017 · 2018 · 2019 · 2020 · 2021 · 2022 · 2023 · 2024 · 2025
Lijst van beklimmingen
Tour Down Under ·
Great Ocean Road Race ·
Ronde van de Verenigde Arabische Emiraten ·
Omloop Het Nieuwsblad ·
Strade Bianche ·
Parijs-Nice · 
Tirreno-Adriatico · 
Milaan-San Remo ·
Ronde van Catalonië ·
Classic Brugge-De Panne ·
E3 Saxo Classic ·
Gent-Wevelgem ·
Dwars door Vlaanderen ·
Ronde van Vlaanderen ·
Ronde van het Baskenland ·
Parijs-Roubaix ·
Amstel Gold Race ·
Waalse Pijl ·
Luik-Bastenaken-Luik ·
Ronde van Romandië ·
Eschborn-Frankfurt ·
Ronde van Italië ·
Critérium du Dauphiné ·
Ronde van Zwitserland ·
Copenhagen Sprint · 
Ronde van Frankrijk ·
Clásica San Sebastián ·
Ronde van Polen ·
BEMER Cyclassics ·
Renewi Tour ·
Ronde van Spanje ·
Bretagne Classic ·
GP van Quebec ·
GP van Montreal ·
Ronde van Lombardije ·
Ronde van Guangxi
Tour Down Under ·
Cadel Evans Great Ocean Road Race ·
Ronde van de Verenigde Arabische Emiraten ·
Omloop Het Nieuwsblad ·
Strade Bianche ·
Trofeo Alfredo Binda-Comune di Cittiglio ·
Milaan-San Remo ·
Brugge-De Panne ·
Gent-Wevelgem ·
Ronde van Vlaanderen ·
Parijs-Roubaix ·
Amstel Gold Race ·
Waalse Pijl ·
Luik-Bastenaken-Luik ·
Ronde van Spanje ·
Ronde van het Baskenland ·
Ronde van Burgos ·
Ronde van Groot-Brittannië ·
Ronde van Zwitserland ·
Copenhagen Sprint · 
Ronde van Italië ·
Ronde van Frankrijk ·
Ronde van Romandië ·
Ronde van Scandinavië ·
GP de Plouay-Bretagne ·
Simac Ladies Tour ·
Ronde van Chongming ·
Ronde van Guangxi